# Pat Flowers
Pat Flowers (* 16. Oktober 1917 in Detroit als Ivelee Patrick Flowers; † 6. Oktober 2000 ebenda) war ein US-amerikanischer Jazz-Pianist und Sänger.

## Leben und Wirken
Pat Flowers begann seine Karriere als professioneller Pianist mit 18 Jahren, als er im Club Uncle Tom’s Cabin in Detroit auftrat. Er zog dann 1939 nach New York City, wo er bei privaten Feiern und in Hotels auftrat. Er arbeitete dann in Philadelphia und erneut in New York von 1941 bis 1948 mit Auftritten im Swing Club, dem Famous Door und verschiedenen Musikbars in Greenwich Village; nach seiner Entdeckung durch John Hammond 1941 entstanden erste Plattenaufnahmen.
Da er zu Beginn seiner Karriere mit Fats Waller im Greenwich Village Inn aufgetreten war, versuchte nach Wallers Tod dessen Manager Ed Kirkeby Pat Flowers als möglichen Waller-Nachfolger aufzubauen und buchte ihn sowohl für längere Engagements im Ruban Bleu, im Café Society als auch für Radio-Auftritte und Aufnahmen. 1945 wirkte er in drei Filmen mit, Scotch Boogie, Dixie Rhythm und Coalmine Boogie. Nach seiner Rückkehr in seine Heimatstadt Detroit hatte Flowers ein Engagement in der Baker’s Keyboard Lounge, wo er mit Unterbrechungen bis Mitte der 1950er Jahre spielte. 1946/47 nahm er unter eigenem Namen mit Herman Autrey, Gene Sedric und Jimmy Shirley auf.
In Detroit war Flowers vor allem eine bekannte Größe in der lokalen Jazzszene. Von 1974 bis 1983 trat er im Danish Inn in Farmington (Michigan) auf. In den 70ern entstanden noch Aufnahmen mit Slam Stewart; 1975 ging er  mit einer Fats Waller Gedächtnis-Show auf Europatournee. In seinen späteren Jahren arbeitete er im Grosse Pointe Country Club in Detroit.

## Diskographische Hinweise
- I Ain't Got Nobody (Black & Blue Records, 1972), mit Jimmy Shirley, Slam Stewart, Jackie Williams